# Liutaio sperimentale

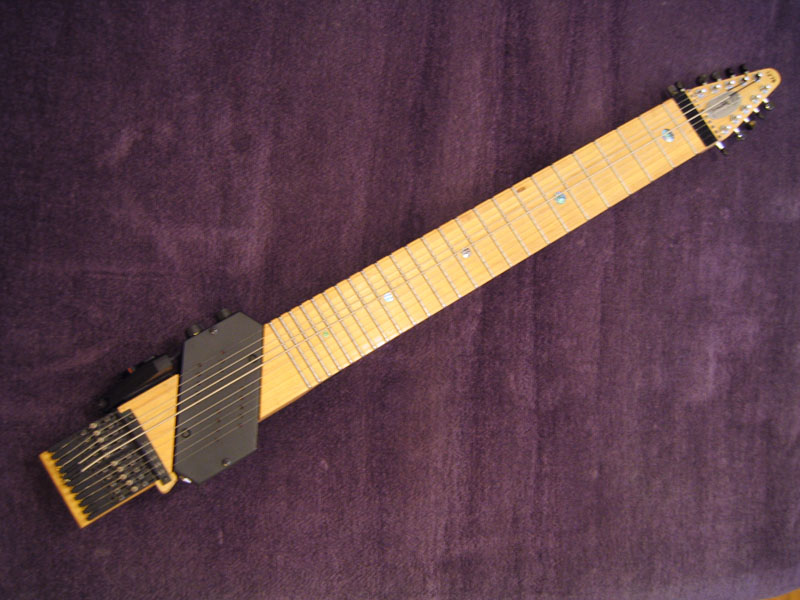
Il Chapman Stick è stato sviluppato nei primi anni '70 da Emmett Chapman

I liutai sperimentali sono liutai che prendono parte alla produzione di strumenti a corda alternativi (come la chitarra o il violino) o creano strumenti a corda del tutto originali.

## Strumenti pizzicati
Nel rock sperimentale e negli spettacoli di free jazz, alcuni chitarristi hanno modificato i loro strumenti alla maniera del piano preparato da John Cage. Keith Rowe e Fred Frith sono diventati famosi per aver suonato queste chitarre preparate. Quest'ultimo ha anche realizzato strumenti a corda da tavolo sperimentali. All'inizio degli anni '80, Glenn Branca iniziò a costruire i suoi strumenti a corda elettrici, chiamati "chitarre a mazzuolo", basati sui canoni armonici di Harry Partch. Più o meno nello stesso periodo, Hans Reichel costruì diverse chitarre con terzo ponte prima di inventare il suo daxofono, per cui è noto. Bradford Reed ha sviluppato la sua Pencilina a metà degli anni '80. Il Whamola, basato sul basso Washtub, fu sviluppato negli anni novanta e divenne famoso in gran parte perché era usato da Les Claypool.
Negli ultimi anni hanno iniziato a emergere chitarre elettriche multiscala o con tastiera a ventaglio, prodotte da Novax Guitars, Ormsby Guitars e altri. Questi strumenti dovrebbero offrire un vantaggio rispetto alle chitarre e alle chitarre basso classici su scala fissa, offrendo maggiore libertà nell'impostare la tensione di ciascuna corda nelle fasi di progettazione e fabbricazione. Ciò può produrre una tensione più uniforme delle corde e caratteristiche timbriche e tonali diverse dai soliti strumenti a scala fissa.
Negli anni '80, la liutaia canadese Linda Manzer ha creato la chitarra Pikasso, una chitarra a 42 corde con tre manici. Fu resa popolare dal chitarrista jazz Pat Metheny, che lo usò nella canzone Into the Dream e in diversi album. Il suo nome apparentemente deriva dalla sua somiglianza alle opere cubiste di Pablo Picasso.
La chitarra Gittler è una chitarra dal design sperimentale creata da Allan Gittler (1928–2003), che ha proposto che i riferimenti "sentimentali" del design delle chitarre acustiche non sono necessari in una chitarra amplificata elettronicamente e ha progettato il suo strumento con l'obiettivo di ridurre la chitarra elettrica alla forma funzionale più ridotta possibile. Ha realizzato 60 chitarre a New York dalla metà degli anni '70 ai primi anni '80.
Nel 2003, fu creato il Tritare da Samuel Gaudet e Claude Gauthier in Canada.
Nel 2006 Yuri Landman costruì il suo Moodswinger per la jazz band Liars e successivamente realizzò una vasta serie di strumenti a corda alternativi, come il Moonlander per Lee Ranaldo dei Sonic Youth, lo Springtime per i Blood Red Shoes e la chitarra batteria Tafelberg per The Dodos ed altri.
Micachu ha realizzato alcuni strumenti a corda di cui uno è chiamato "Chu". Una delle corde del Chu porta una grande serie di piccoli anelli e suona come un rullante quando pizzicata.
Les Luthiers costruiscono strumenti comici assurdi fatti in casa e li suonano nelle loro presentazioni.

## Strumenti ad arco
Il bazantar, inventato dal musicista Mark Deutsch, è un contrabbasso a cinque corde con 29 corde che vibrano per simpatia e 4 corde drone e ha una gamma melodica di cinque ottave.
Il pluristrumentista giapponese e costruttore di strumenti musicali sperimentali Yuichi Onoue ha sviluppato una ghironda, simile a un violino senza tasti ma con solo due corde, chiamata kaisatsuko e una chitarra elettrica profondamente smerlata per tecniche di suono microtonale.

## Altri
L'esempio più noto di strumento a percussione multicorda è probabilmente il Chapman Stick, sviluppato nei primi anni '70 da Emmett Chapman. Anche la Chitarra Warr e il Kelstone (dal Belgio) sono strumenti alternativi che funzionano con la stessa tecnica di esecuzione, toccando cioè le corde con entrambe le mani. Il Chapman Stick è accordato in quarte perfette e quinte perfette.
Un altro esempio di uno strumento a corda originale è la creazione della compositrice Ellen Fullman, lo Strumento a Corda Lunga. Lo strumento a corda lunga è una serie di fili allungati di oltre 90 piedi che vengono suonati sfregandoli con mani coperte di resina mentre il suonatore si sposta per tutta la lunghezza dello strumento. Fullman iniziò lo sviluppo dello strumento nel 1981. Fullman non è l'unica persona che ha costruito strumenti a corda lunga. Dal 1983, oltre al suo lavoro sul violino, Jon Rose ha suonato con l'archetto e registrato musica delle recinzioni in tutto il mondo. Paul Panhuysen realizzò grandi installazioni sonore con gruppi di lunghe corde.

## Galleria d'immagini

Strumenti a corda alternativi
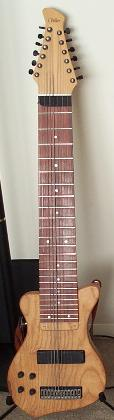
Una chitarra warr
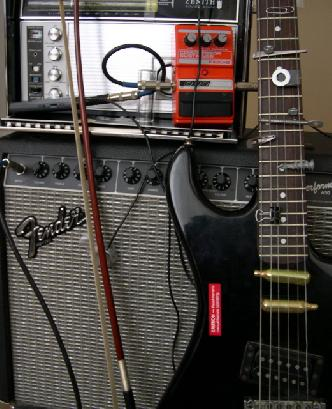
Una Chitarra preparata
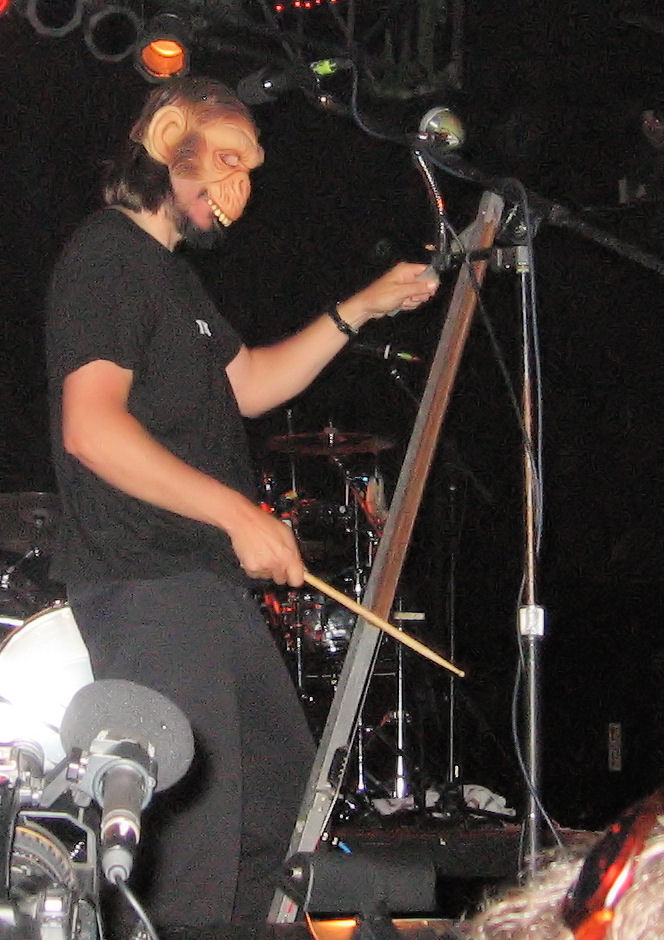
Les Claypool suona la Whamola
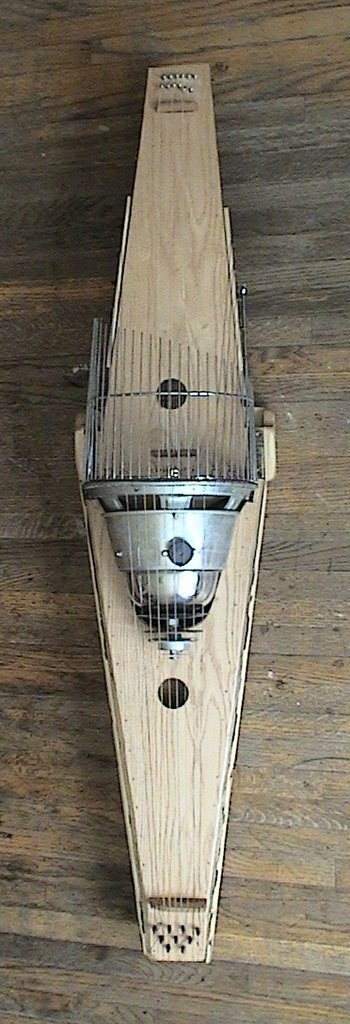
Bowafridgeaphone realizzato da Iner Souster
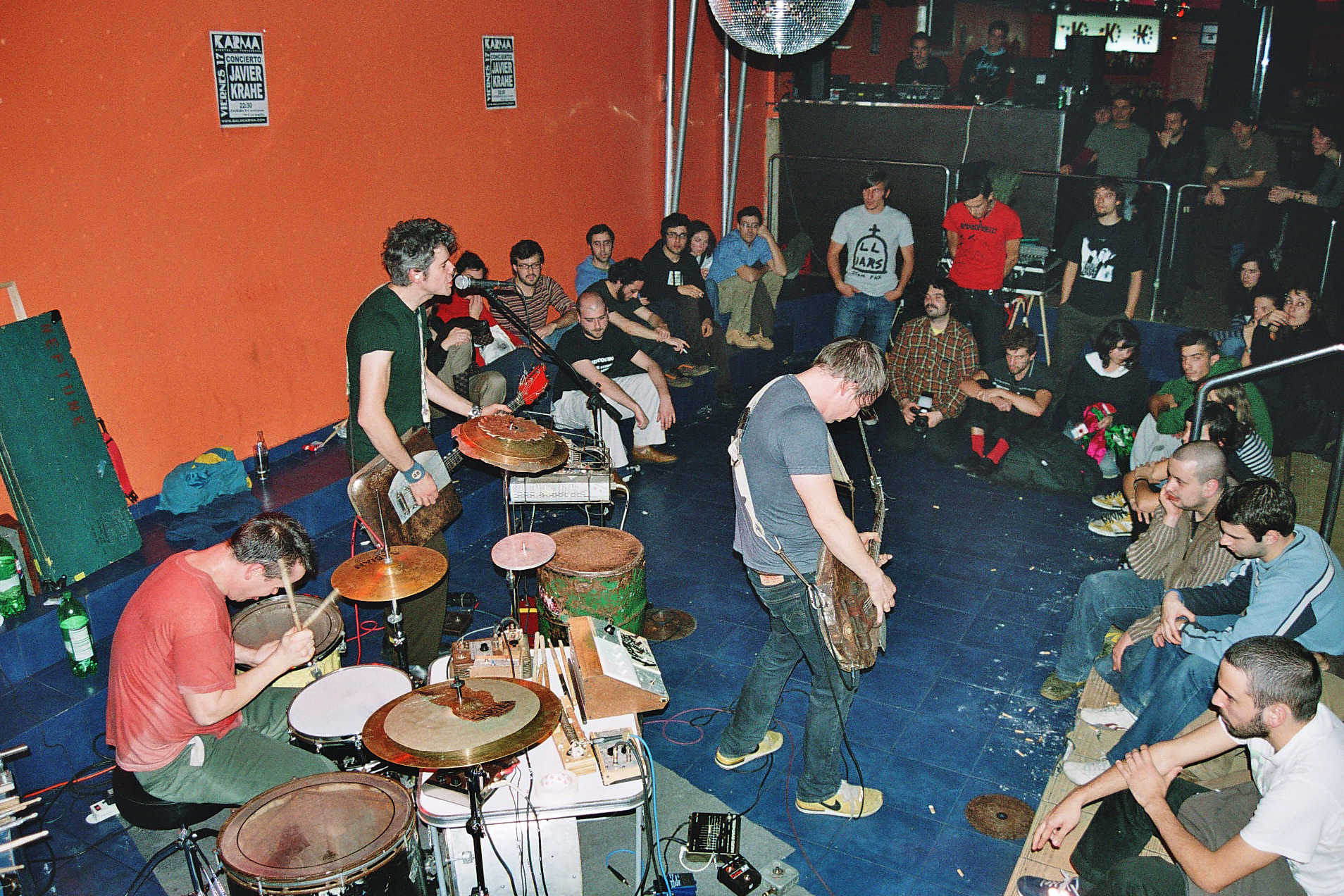
I Neptune con i loro strumenti su misura
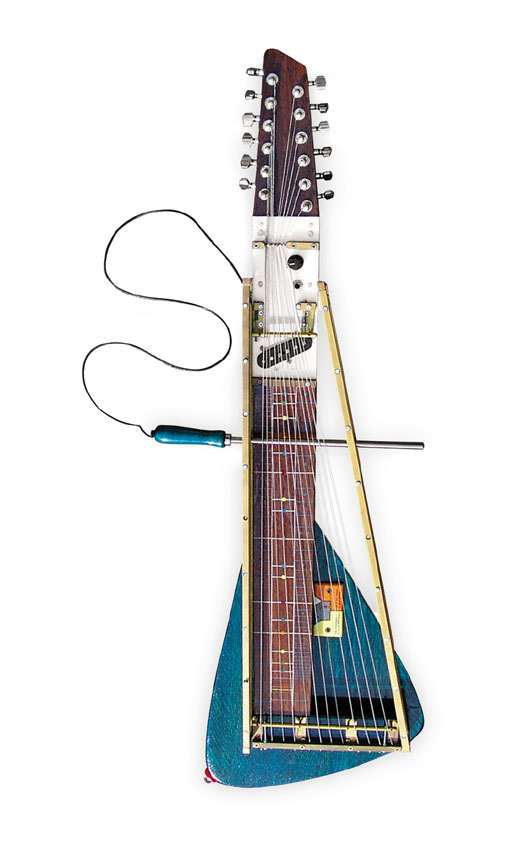
Yuri Landman, Moodswinger, 2006